# Criminal Minds: Suspect Behavior
Criminal Minds: Suspect Behavior é um drama policial estadounidense estrelado por Forest Whitaker e Janeane Garofalo que foi ao ar na CBS. O show estreou em 16 de fevereiro de 2011, como um spin-off da série Criminal Minds, exibida na mesma rede, e é o segundo programa da franquia Criminal Minds. A equipe de analistas de comportamento desta edição também trabalhou para a Unidade de Análise Comportamental (BAU) do FBI em Quantico, Virgínia. Em um episódio de abril de 2010 de Criminal Minds ("The Fight"), durante a quinta temporada do programa, a equipe original conheceu a nova equipe e trabalhou com eles para encontrar um serial killer em São Francisco, com o episódio servindo de episódio piloto da nova série.
Assim como na série original, a CBS possuía os direitos americanos subjacentes, enquanto a ABC possuía os direitos internacionais. A série estreou em 16 de fevereiro de 2011 nos Estados Unidos e preencheu o horário de quarta-feira às 22:00, exibindo Criminal Minds.
Devido à baixa audiência, a CBS cancelou a série em 17 de maio de 2011 e exibiu seu episódio final oito dias depois, nos Estados Unidos. Em 6 de setembro de 2011, a CBS lançou a série completa como um conjunto de quatro discos, embalado como "The DVD Edition". Existem inúmeras características especiais e dois comentários de episódios com o elenco e a equipe. O conjunto inclui o episódio piloto da quinta temporada do programa original. A série também é transmitida na forma de reprise na Ion Television como parte de seu contrato existente para emitir Criminal Minds.

## História
No início de 2009, Michael Ausiello, da Entertainment Weekly, disse que ele e os estúdios discutiam a possibilidade de um spin-off do drama criminal Criminal Minds. O produtor do estúdio, Ed Bernero, confirmou que "é seguro dizer que haverá algo em breve". A série teve um elenco completamente novo, com exceção de Kirsten Vangsness, que reprisou seu papel como Penelope Garcia. No final de 2010, o diretor foi escolhido e o elenco foi concluído. Foi anunciado que Forest Whitaker iria estrelar. O personagem de Whitaker, Samuel "Sam" "Coop" Cooper, e sua equipe foram apresentados na 5ª Temporada de Criminal Minds. Richard Schiff teve um papel recorrente como diretor do FBI Jack Fickler.
Samuel Cooper e sua equipe prepararam o cenário para o spin-off no 18º episódio da quinta temporada de Criminal Minds, "The Fight" (7 de abril de 2010). Essa abordagem de "piloto de porta traseira" também foi usada para outros programas da CBS que foram introduzidos em séries originais, como CSI: Miami (2002-2012), CSI: NY (2004-2013) NCIS: Los Angeles e NCIS: New Orleans. Criminal Minds: Suspect Behavior foi o primeiro cancelamento de remakes da CBS e CSI: NY foi renovado pela oitava temporada em seu lugar.

## Elenco e Personagens
- Forest Whitaker como FBI SSA / Team Leader Samuel "Sam" Cooper;
- Janeane Garofalo como FBI Sênior SSA Beth Griffith;
- Michael Kelly como agente especial do FBI Jonathan "Profeta" Sims;
- Beau Garrett como FBI SSA Gina LaSalle;
- Matt Ryan como FBI SSA Mick Rawson;
- Kirsten Vangsness como analista técnica do agente especial do FBI Penelope Garcia;
- Richard Schiff como Diretor do FBI Jack Fickler.

## Episódios

### Episódio piloto de backdoor
Este episódio foi introduzido durante os episódios da quinta temporada de Criminal Minds. O episódio de Criminal Minds " The Fight ", serviu como episódio piloto de backdoor para o show.
| Seq. | Episódios | Título   | Direção         | Escrito por                                                                  | Data de exibição   | Audiência EUA (em milhões) |
| --- | --------- | -------- | --------------- | ---------------------------------------------------------------------------- | ------------------ | -------------------------- |
| 109 | 18        | "A luta" | Richard Shepard | História por : Chris Mundy & Edward Allen Bernero Teleplay por : Chris Mundy | 7 de abril de 2010 | 12,70                      |
| A equipe BAU viaja para São Francisco para investigar os assassinatos de vários sem-teto que ocorreram nos últimos três anos. Eles começam a trabalhar com outra equipe de agentes da BAU, liderada por Samuel Cooper, que está investigando os assassinatos de duplas de pai e filha que ocorreram logo após os assassinatos dos sem-teto. As equipes descobrem uma conexão entre seus respectivos casos. Este episódio lança o spin-off, Criminal Minds: Suspect Behavior. |           |          |                 |                                                                              |                    |                            |

### Temporada 1 (2011)
| Seq. | Episódios | Título                     | Direção              | Escrito por                | Data de exibição        | Audiência EUA (em milhões) |
| --- | --------- | -------------------------- | -------------------- | -------------------------- | ----------------------- | -------------------------- |
| 01 | 01        | "Dois de um tipo"          | John Terlesky        | Rob Fresco                 | 16 de fevereiro de 2011 | 13,06                      |
| À medida que os sequestros de crianças ocorrem em Cleveland , o agente Cooper e sua equipe devem tentar pegar o suspeito antes que mais crianças estejam em perigo. |           |                            |                      |                            |                         |                            |
| 02 | 02        | "Coração solitário"        | Michael Watkins      | Shintaro Shimosawa         | 23 de fevereiro de 2011 | 9,81                       |
| O agente Cooper deve desvendar uma ligação chocante envolvendo uma série de assassinatos de empresários solteiros que ocorrem em hotéis em Cincinnati. |           |                            |                      |                            |                         |                            |
| 03 | 03        | "Não veja nenhum mal"      | Rob Spera            | Barry Schindel             | 2 de março de 2011      | 10,36                      |
| A equipe Red Cell tenta conectar dois assassinatos incomuns em Tucson, Arizona . A primeira vítima de assassinato teve seus olhos removidos, enquanto a segunda vítima foi morta por ser esfaqueada na orelha com um picador de gelo. Ambas as vítimas foram subjugadas com um agente paralisante . |           |                            |                      |                            |                         |                            |
| 04 | 04        | "Um tiro matar"            | Terry McDonough      | Rob Fresco                 | 9 de março de 2011      | 9,12                       |
| A equipe da Red Cell traça o perfil de um atirador em série ( Noel Fisher ) em Chicago que tenta atingir Mick. |           |                            |                      |                            |                         |                            |
| 05 | 05        | "Aqui está o fogo"         | Andrew Bernstein     | Chris Mundy e Ian Goldberg | 16 de março de 2011     | 10,33                      |
| Após explosões ocorrerem em uma escola, os BAU correm para resolver o caso envolvendo um bombista em Fredericksburg, Virgínia . |           |                            |                      |                            |                         |                            |
| 06 | 06        | "Devoção"                  | Stephen Cragg        | Shintaro Shimosawa         | 23 de março de 2011     | 8,80                       |
| A BAU tenta encerrar um caso, depois que várias vítimas foram sequestradas e encontradas enforcadas em vários estados. |           |                            |                      |                            |                         |                            |
| 07 | 07        | "Jane"                     | Rob Hardy            | Glen Mazzara               | 30 de março de 2011     | 9,53                       |
| A equipe de células vermelhas tenta resolver uma série de sequestros de várias mulheres em Indianápolis , onde o suspeito varia sua preferência de vítima. |           |                            |                      |                            |                         |                            |
| 08 | 08        | "Falcão Noturno"           | Dwight Little        | Ian Goldberg               | 6 de abril de 2011      | 9.12                       |
| O agente Cooper e sua equipe devem descobrir uma conexão envolvendo uma série de assassinatos em Tulsa, Oklahoma, que ocorreram nas últimas 24 horas. |           |                            |                      |                            |                         |                            |
| 09 | 09        | "Sufocar"                  | Phil Abraham         | Joy Blake e Melissa Blake  | 13 de abril de 2011     | 9,96                       |
| Enquanto Beth descobre um segredo obscuro de Mick, a equipe deve descobrir uma verdade assustadora de sequestros envolvendo novas mães em Manchester, New Hampshire , quando uma toma um rumo mortal.                                                                                               |           |                            |                      |                            |                         |                            |
| 10 | 10        | "A hora é agora"           | Tim Matheson         | Joy Blake e Melissa Blake  | 4 de maio de 2011       | 8,83                       |
| Quando uma garota em Los Angeles que manipulou adolescentes para matar os julgamentos de suas famílias e cai nas mãos do Agente Cooper, ele deve trabalhar com sua equipe para resolver o caso. |           |                            |                      |                            |                         |                            |
| 11 | 11        | "Desviados"                | Anna J. Foerster     | Chris Mundy e Glen Mazzara | 11 de maio de 2011      | 9,31                       |
| Quando a afilhada do diretor do FBI Fickler, que também é filha de um juiz federal, é sequestrada, o agente Cooper e sua equipe devem tentar todos os meios para recuperá-la com segurança e prender o sequestrador.                                                                                |           |                            |                      |                            |                         |                            |
| 12 | 12        | "A Garota da Máscara Azul" | Félix Alcalá         | Mark Richard               | 18 de maio de 2011      | 8,46                       |
| A equipe de células vermelhas deve resolver um caso envolvendo um assassino que desfigura os rostos de suas vítimas, um caso em que a primeira vítima foi encontrada no quintal do FBI: Quantico, Virgínia . Eles são eventualmente levados à sua casa em Dale City, Virgínia.                      |           |                            |                      |                            |                         |                            |
| 13 | 13        | "Morte por mil cortes"     | Edward Allen Bernero | Ian Goldberg               | 25 de maio de 2011      | 7,25                       |
| O agente Cooper e sua equipe viajam para Dallas na tentativa de fechar um caso de um sequestrador em série e atirador por procuração que mata aleatoriamente por diversão. Além disso, Prophet e Beth se disfarçam e o destino de Beth fica comprometido.                                           |           |                            |                      |                            |                         |                            |